# アイビー化粧品
株式会社アイビー化粧品（あいびーけいしょうひん、IVY Cosmetics Corporation ）は、東京都港区に本社を置く化粧品、美容補助商品、化粧雑貨品等を中心とした製造及び販売する企業である。

## 沿革
- 1975年（昭和50年）12月 前身の株式会社白銀を設立。
- 1977年（昭和52年）10月 株式会社アイビー化粧品へ商号変更。化粧品の製造販売を開始。
- 1984年（昭和59年） 4月 本社を現在地に移転。
- 1989年（平成元年） 7月 山梨県南都留郡忍野村に富士研修センターを開設。
- 1992年（平成4年）  7月 埼玉県児玉郡美里町に美里工場および開発研究所を開設。
- 1996年（平成8年）  4月9日 日本証券業協会（現・東証JASDAQ市場スタンダード）に株式を店頭登録。
- 1997年（平成9年）3月 埼玉県児玉郡美里町に「美里物流センター」を開設。
- 2000年（平成12年） 10月 大阪府都島区に「関西物流センター」を設置。
- 2001年（平成13年） 4月「ISO9001」を認証取得[3]。
- 2003年（平成15年）10月 東京都港区赤坂に情報発信拠点「アルテミス」を開設。
- 2012年（平成24年） 10月 岡山県岡山市に「岡山研修センター」開設。
- 2013年（平成25年） 1月　美里工場・開発研究所が埼玉版ウーマノミクスプロジェクト「多様な働き方実践企業」認定制度にてプラチナ企業認定証受賞[4]。
- 2013年（平成25年） 7月 オレンジリボン運動支援を開始(子ども虐待をなくすことを呼びかける市民運動)。
- 2015年（平成27年）7月　「老化防止用皮膚外用剤」の特許を取得[要出典]。
- 2016年（平成28年）4月 アイビーコスモス Wエマルション クリーム モンドセレクション2016 金賞受賞。アイビーコスモス エンリッチ ローション モンドセレクション2016 銀賞受賞[要出典]。
- 2017年（平成29年）4月 レッドパワー セラム モンドセレクション2017 金賞受賞。アイビー プレステージクリーム モンドセレクション2017 金賞受賞。アイビー プレステージ ローション モンドセレクション2017 銀賞受賞[要出典]。
- 2018年（平成30年）4月 レッドパワー セラム モンドセレクション2018 金賞受賞。ホワイトパワー セラム モンドセレクション2018 金賞受賞[要出典]。
- 2018年（平成30年）7月 「シルクフィブロイン水溶液、及びその製造方法」の特許を取得[要出典]。
- 2019年（令和元年）8月「 「添加剤」（黒ニンジンの搾汁液または粉末を含有する皮膚化粧料）」の特許を取得[要出典]。

## 所在地
- 本社　東京都港区赤坂6-18-3 アイビービル
- 開発研究所　埼玉県児玉郡美里町大字猪俣字金草
- 美里工場　埼玉県児玉郡美里町大字猪俣字金草
- 美里物流センター  埼玉県児玉郡美里町大字猪俣字金草
- 富士研修センター  山梨県南都留郡忍野村内野字中賀背
- 岡山研修センター  岡山県岡山市南区西市
- 京都推進部  京都府京都市中京区烏丸通錦小路上ル手洗水町
- 大阪推進部  大阪府大阪市北区堂島浜
- 東日本事業部  東京都港区赤坂
- 関西事業部  大阪府大阪市北区堂島浜
- 山陰事業部　鳥取県米子市明治町
- 九州事業部  福岡県福岡市博多区奈良屋町
- アルテミス東京  東京都港区赤坂
- 台湾支店　台北市中山區南京東路二段

## 関連会社
- 株式会社アイプラティナ

## 過去の提供番組
- 水曜ドラマ（日本テレビ）※第1期
- 痛快なりゆき番組 風雲!たけし城（TBS）
- THE!おいしい番組（毎日放送制作・TBS系列）